# قطعنامه ۱۸۵۹ شورای امنیت
قطعنامه ۱۸۵۹ شورای امنیت سازمان ملل متحد که در تاریخ ۲۲ دسامبر ۲۰۰۸ تصویب شد، سندی بین‌المللی دربارهٔ بررسی وضعیت در مورد عراق است. این قطعنامه طی نشست ۶۰۵۹ام با ۱۵ رای موافق، ۰ مخالف و ۰ ممتنع تصویب شد.